# Chirolophis decoratus
Chirolophis decoratus es una especie de pez del género Chirolophis, familia Stichaeidae. Fue descrita científicamente por Jordan & Snyder en 1902.
Se distribuye por el Pacífico Norte: Kamchatka, Rusia a través de Aleutianas y el mar de Bering hasta las costas del estrecho de Bering en Alaska y la bahía de Humboldt, California, EE. UU. La longitud total (TL) es de 42 centímetros. Habita entre algas, en fondos rocosos y grietas de arrecifes. Puede alcanzar los 91 metros de profundidad.
Está clasificada como una especie marina inofensiva para el ser humano.